# Lago di Zell

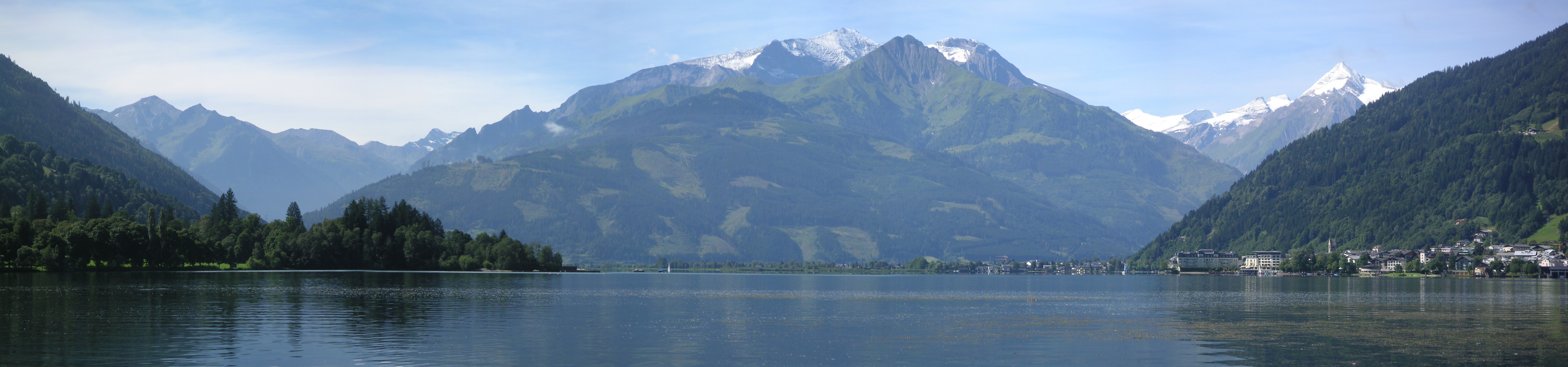
Panoramica del lago

Il lago di Zell (in tedesco Zeller See) è un lago situato nel distretto del Pinzgau nel Salisburghese nei pressi del comune austriaco di Zell am See, da cui prende il nome. Il lago raggiunge i 69 m di profondità ed è posto ad un'altitudine di 757 m s.l.m.
In inverno si ghiaccia e viene dunque utilizzato per compiere sport invernali, in estate, invece, viene utilizzato per compiere sport nautici. Nell'estremità più meridionale, l'acqua del lago è meno profonda e vi si possono trovare delle Elodee.

## I pesci nel lago
Nel lago sono presenti molte specie di pesci, tra i quali i coregoni, abramidi comuni, rutili, lucioperche e percidi.

## Galleria d'immagini

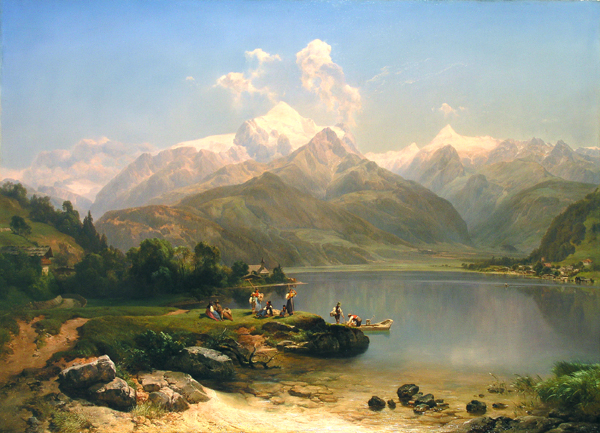
dipinto del lago del 1852
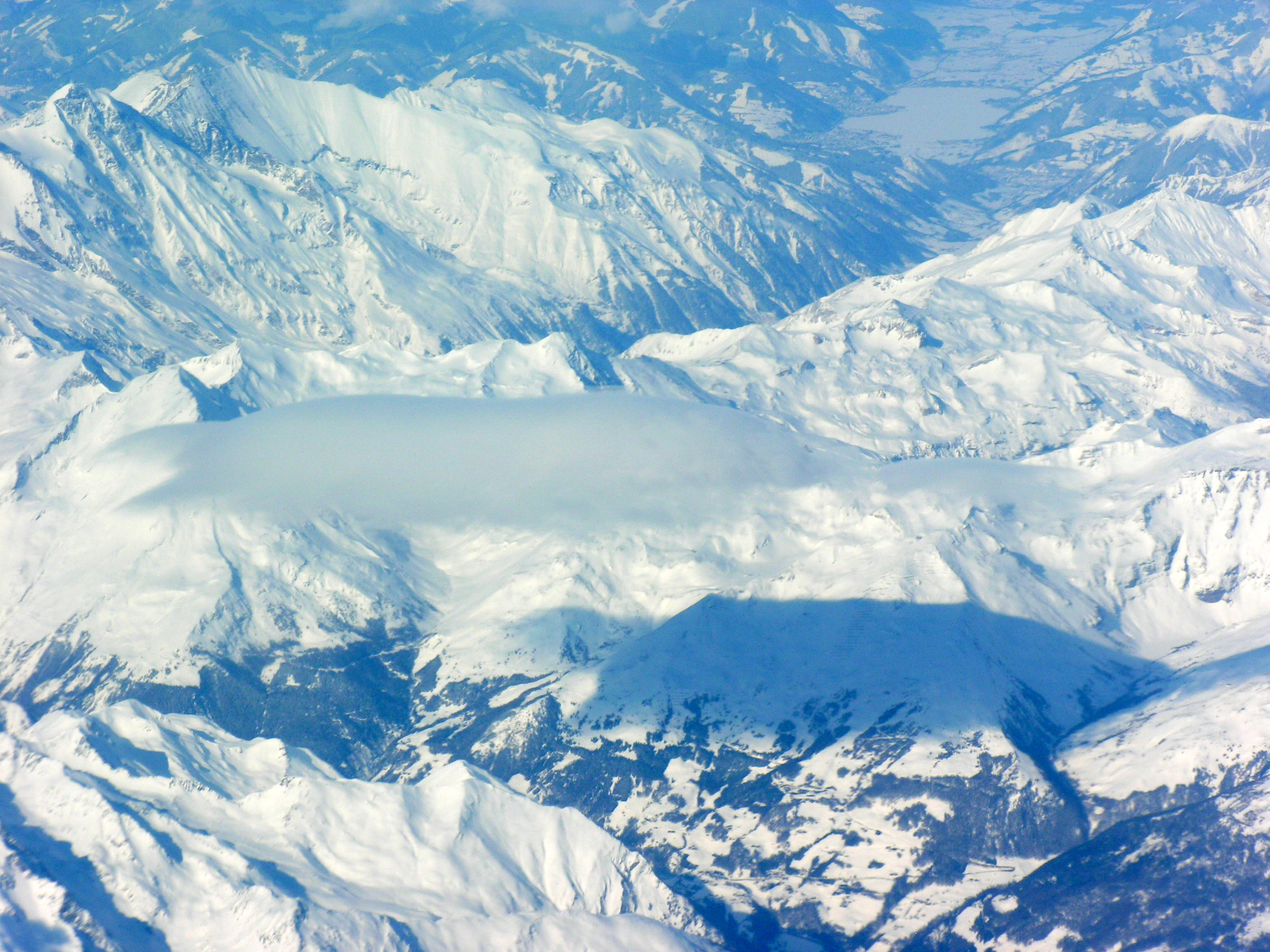
il lago visto dall'alto